# Shantungosuchus
Genre
Espèces de rang inférieur
- † Shantungosuchus chuhsienensis Young, 1961 (espèce type)
- † Shantungosuchus hangjinensis Wu et al., 1994
- † Shantungosuchus brachycephalus Young, 1982

Shantungosuchus, le « crocodile du Shandong », est un genre éteint de crocodyliformes, un clade qui comprend les crocodiliens modernes et leurs plus proches parents fossiles.

## Liste des espèces
- † Shantungosuchus chuhsienensis Young, 1961. C'est l'espèce type qui a été trouvée dans la formation géologique de Mengyin, dans un niveau stratigraphique daté du Crétacé inférieur  dans le Shandong dans l'est de la Chine[2] ;
- † Shantungosuchus hangjinensis Wu et al.[3], 1994, découvert dans la formation géologique de Luohandong en Mongolie-Intérieure dans le nord de la Chine. Il date également du Crétacé inférieur ;
- † Shantungosuchus brachycephalus Young, 1982.

## Description
L'espèce type Shantungosuchus chuhsienenis a été décrite à partir d'un squelette articulé et, de plus, une empreinte du ventre de l’animal. C'est un crocodyliformes de petite taille, de l'ordre de 1 mètre de longueur, avec un corps mince et un crâne de forme triangulaire. Le genre est également caractérisé par une fenestra en forme carrée, sur l'os jugal.

## Habitat
Il vivait plutôt à terre que dans un milieu aquatique. Les sédiments de la formation de Luohandong, qui ont livré l'espèce S. hangjinensis montrent qu'il côtoyait un genre de reptiles ressemblant à un crocodile , Ikechosaurus, différents dinosaures non encore déterminés et des poissons du genre Sinamia et des tortues du genre Ordosemys,.

## Classification
En 2004, Diego Pol et Mark A. Norell  placent Shantungosuchus en groupe frère de Zosuchus et Sichuanosuchus, et considèrent que ces trois genres forment un clade de Crocodyliformes basaux, caractérisés par des branches mandibulaires dont la partie postérieure est déjetée ventralement.
En 2012, cette position basale chez les Crocodyliformes est confirmée par les résultats d'une grande analyse phylogénétique des Crocodyliformes par Mario Bronzati et ses collègues qui souligne sa proximité avec les espèces des genres Sichuanosuchus et Zosuchus.
En 2017, Ángela D. Buscalioni place Shantungosuchus en groupe frère de Sichuanosuchus, Zosuchus et de la famille des  Shartegosuchidae.
En 2018, Kathleen N. Dollman et ses collègues, érigent un nouveau clade nommé les Shartegosuchoidea pour regrouper ces taxons de Mesoeucrocodylia basaux (Zosuchus, Sichuanosuchus, Shantungosuchus et les Shartegosuchidae).